# The Yawhg
The Yawhg est un jeu vidéo d'aventure développé par Damian Sommer et sorti en 2013 sur Windows.

## Accueil
Lors de l'Independent Games Festival 2014, The Yawhg a été nommé dans les catégories Excellence en son et Excellence en Narration et a obtenu des mentions honorables dans les catégories Grand prix Seumas-McNally et Excellence en Arts visuels.